# 鈴木通代
鈴木 通代（すずき みちよ、1960年11月1日 - ）は、元静岡放送 (SBS) のアナウンサー、ラジオディレクターを経て、フリーアナウンサー。

## 来歴
静岡県浜松市出身。静岡県立浜松南高等学校、専修大学法学部卒業。大学在学時にはアナウンス専門学校に通い、同じクラスの友人と日本テレビで電話オペレーターのアルバイトをしていた。
大学を卒業後、1983年に静岡放送に入社。報道制作局アナウンス部に配属され、同局のアナウンサーになる。2010年代にはアナウンス業務と並行してラジオ局編成制作部の管理職も務め、副部長就任を経て2014年3月15日付で部長に昇進している。
2016年3月、静岡放送の系列会社である静岡新聞社へ転属。以後は、同社と静岡放送が共同運営するカルチャーセンター「SBS学苑」関連の事業を手掛けて、退職。

## 担当番組

### テレビ番組
- SBSテレビ夕刊[5]
- しずおか土曜望遠鏡
- SBSイブニングeye
- なるほど静岡◎
- あなたとふれあいSBS

### ラジオ番組
- SBS歌謡Best10[2][5]
- モーニングダイヤル[2]
- 歌のない歌謡曲[2][5]
- スーパーこすぎ鳳楽のなつメロ電話リクエスト
- マル得！年金相談
- くらしの茶話
- ホリデースペシャル・梶幹雄の電リク大放送
- 安永隆則の日曜気分
- サンデークリニック - パーソナリティ
- 本の世界へようこそ
- 猛烈昼下がり アッパレ！ハレハレ
- とれたてラジオ
- わたしの街のお寺紀行
- ラジオフォーラムしずおかマイトーク
- 西島三重子のおひさま通信
- SBS EVENING WAVE
- 林哲司&半田健人 昭和音楽堂 - ディレクター[10]